# مكتب الخدمات
مكتب خدمات المجاهدين العرب، المعروف اختصارًا باسم مكتب الخدمات ويعرف أيضًا باسم مكتب الخدمات الأفغانية، تأسس عام 1984 من قبل عبد الله عزام ووائل حمزة جليدان وأسامة بن لادن وأيمن الظواهري لجمع الأموال وتجنيد المجاهدين الأجانب للحرب ضد السوفيت في أفغانستان. أصبح المكتب المقدمة لتنظيم القاعدة وكان قد ساهم في إنشاء شبكة جمع الأموال والجند التي أفادت تنظيم القاعدة خلال التسعينات.